# Список непременных секретарей Французской академии
Францу́зская акаде́мия (фр. Académie française) является одним из пяти учреждений Французского института, его задачей является выработка норм французского языка. Академия была создана в 1635 году королём Людовиком XIII по инициативе кардинала Ришельё. Французская академия состоит из 40 членов, избираемых пожизненно. Каждый член (именуемый также «бессме́ртным», фр. immortel) занимает во время еженедельных заседаний одно из сорока пронумерованных кресел, каждое из которых закреплено за одним из «бессмертных». Управляет заседаниями непреме́нный секрета́рь (фр. secrétaire perpétuel), также избираемый на свой пост пожизненно.

## Список
С 1635 по 2023 год пост непременного секретаря занимали поочерёдно 31 мужчина и одна женщина. Ниже приводится их полный официальный список, согласно данным Французской академии:
| N° | Портрет | Имя | Кресло | Год избрания во Французскую академию | Год избрания непременным секретарём |
| -- | ------- | --- | ------ | ------------------------------------ | ----------------------------------- |
| 1  |         | Валантен Конрар (фр. Valentin Conrart; 1603—1675) Государственный деятель и языковед, королевский секретарь по книгоиздательскому делу                  | 2      | 1634                                 | 1634                                |
| 2  |         | Франсуа Эд де Мезере (фр. François Eudes de Mézeray; 1610—1683) Историк и историограф.                                                                  | 33     | 1648                                 | 1675                                |
| 3  |         | Франсуа-Серафен Ренье-Дамаре (фр. François-Séraphin Régnier-Desmarais; 1632—1713) Церковный деятель, дипломат, поэт и переводчик.                       | 30     | 1670                                 | 1683                                |
| 4  |         | Андре Дасье (фр. André Dacier; 1651—1722) Филолог-классик и переводчик.                                                                                 | 28     | 1695                                 | 1713                                |
| 5  |         | Жан-Батист Дюбо (фр. Jean-Baptiste Dubos; 1670—1742) Церковный деятель, эстетик, историк и дипломат.                                                    | 39     | 1720                                 | 1722                                |
| 6  |         | Клод Франсуа Александр Утвиль (фр. Claude François Alexandre Houtteville; 1686—1742) Церковный деятель и религиозный писатель.                          | 24     | 1722                                 | 1742                                |
| 7  |         | Жан-Батист де Мирабо (фр. Jean-Baptiste de Mirabaud; 1675—1760) Писатель и переводчик.                                                                  | 7      | 1726                                 | 1742                                |
| 8  |         | Шарль Пино Дюкло (фр. Charles Pinot Duclos; 1704—1772) Историк и историограф.                                                                           | 19     | 1746                                 | 1755                                |
| 9  |         | Жан Лерон д’Аламбер (фр. Jean Le Rond d’Alembert; 1717—1783) Энциклопедист, философ, математик и механик.                                               | 25     | 1754                                 | 1772                                |
| 10 |         | Жан-Франсуа Мармонтель (фр. Jean-François Marmontel; 1723—1799) Писатель, философ и драматург.                                                          | 17     | 1763                                 | 1783                                |
| 11 |         | Жан-Батист-Антуан Сюар (фр. Jean-Baptiste-Antoine Suard; 1733—1817) Журналист и цензор драматических произведений.                                      | 26     | 1774                                 | 1803                                |
| 12 |         | Франсуа Жюст Мари Ренуар (фр. François Just Marie Raynouard; 1761—1836) Драматург и филолог.                                                            | 20     | 1807                                 | 1817                                |
| 13 |         | Луи-Симон Оже (фр. Louis-Simon Auger; 1772—1829) Журналист, литературный критик и драматург.                                                            | 32     | 1816                                 | 1826                                |
| 14 |         | Франсуа Андриё (фр. François Andrieux; 1759—1833) Поэт и драматический писатель.                                                                        | 38     | 1803                                 | 1829                                |
| 15 |         | Антуан Венсан Арно (фр. Antoine Vincent Arnault; 1766—1834) Драматург, поэт-баснописец и государственный деятель.                                       | 16 13  | 1803 1829                            | 1833                                |
| 16 |         | Абель-Франсуа Вильмен (фр. Abel-François Villemain; 1790—1870) Писатель, критик, историк литературы и государственный деятель.                          | 17     | 1821                                 | 1834                                |
| 17 |         | Анри Патен (фр. Henri Patin; 1793—1876) Писатель. | 26     | 1842                                 | 1871                                |
| 18 |         | Камиль Дусе (фр. Camille Doucet; 1812—1895) Драматург.                                                                                                  | 32     | 1865                                 | 1876                                |
| 19 |         | Гастон Буассье (фр. Gaston Boissier; 1823—1908) Историк Древнего Рима и раннего христианства.                                                           | 26     | 1876                                 | 1895                                |
| 20 |         | Поль Тюро-Данжен (фр. Paul Thureau-Dangin; 1837—1913) Публицист и историк.                                                                              | 37     | 1893                                 | 1908                                |
| 21 |         | Этьен Лами (фр. Étienne Lamy; 1845—1919) Адвокат, журналист и политический деятель.                                                                     | 21     | 1905                                 | 1913                                |
| 22 |         | Фредерик Массон (фр. Frédéric Masson; 1847—1923) Историк, специалист по эпохе Наполеона.                                                                | 17     | 1903                                 | 1919                                |
| 23 |         | Рене Думик (фр. René Doumic; 1860—1937) Театральный деятель, литературовед, критик, историк литературы, главный редактор журнала Revue des Deux Mondes. | 26     | 1909                                 | 1923                                |
| 24 |         | Жорж Гуайо (фр. Georges Goyau; 1869—1939) Историк и эссеист, специалист по религиозной истории.                                                         | 11     | 1922                                 | 1938                                |
| 25 |         | Андре Бельсор (фр. André Bellessort; 1866—1942) Поэт и эссеист.                                                                                         | 36     | 1935                                 | 1940                                |
| 26 |         | Жорж Дюамель (фр. Georges Duhamel; 1884—1966) Позаик и поэт, драматург, литературный критик.                                                            | 30     | 1935                                 | 1944                                |
| 27 |         | Жорж Леконт (фр. Georges Lecomte; 1867—1958) Писатель, журналист, драматург, литературный критик.                                                       | 17     | 1924                                 | 1946                                |
| 28 |         | Морис Женевуа (фр. Maurice Genevoix; 1890—1980) Писатель-прозаик и поэт.                                                                                | 34     | 1946                                 | 1958                                |
| 29 |         | Жан Мистлер (фр. Jean Mistler; 1897—1988) Политик, журналист и писатель.                                                                                | 14     | 1966                                 | 1974                                |
| 30 |         | Морис Дрюон (фр. Maurice Druon; 1918—2009) Писатель, министр культуры Франции (1973—1974).                                                              | 30     | 1966                                 | 1985                                |
| 31 |         | Элен Каррер д’Анкосс (фр. Hélène Carrère d’Encausse; 1929—2023) Историк, политолог, специалист по истории России.                                       | 14     | 1990                                 | 1999                                |
| 32 |         | Амин Маалуф (фр. Amin Maalouf; 1949) Писатель. | 29     | 2011                                 | 2023                                |

### Комментарии
1. ↑  Ушёл в отставку в 1755 году.
2. ↑  Ушёл в отставку в 1826 году.
3. ↑  Впервые избран в состав Академии в 1803 году. В 1816 году был исключён из неё королевским указом. В 1829 году избран повторно.
4. ↑  Ушёл в отставку в 1946 году.
5. ↑  Ушёл в отставку в 1973 году.
6. ↑  Ушёл в отставку в 1985 году.
7. ↑  Ушёл в отставку в 1999 году.
8. ↑  Умерла в 2023 году.